# Émile Licent

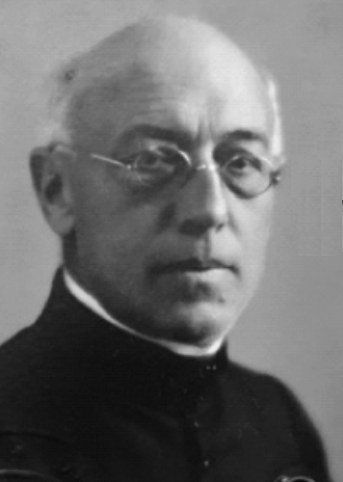
Emile Licent (1930)

Émile Licent (* 16. Dezember 1876 in Rombies; † 25. Februar 1952 in Paris; angenommener chinesischer Name: 桑志华) war ein französischer Jesuit und Naturwissenschaftler.

## Leben
Émile Licent forschte über 25 Jahre im chinesischen Tianjin. Er unternahm viele Expeditionen in Nord- und Zentralchina (zum Beispiel Shandong, Hebei, Shanxi, Henan, Shaanxi, Gansu, Innere Mongolei und den Osten des tibetischen Hochlandes).
Nachdem Licent 1914 zum ersten Mal in Tianjin ankam, gründete er dort das Musée Hoangho Paiho, welches das erste seiner Art in China war. Nach dem Zweiten Weltkrieg änderte das Museum seinen Namen. Er war ein Weggefährte Pierre Teilhard de Chardins, der in den 1920er Jahren im nördlichen China forschte. Licent und Chardin waren die Ersten, die die archäologische Stätte Shuidonggou (水洞沟) (Ordos-Plateau, Innere Mongolei) untersuchten. Untersuchungen von Steinsplittern der jüngsten Ausgrabungen dort (1980) weisen auf das südlichste Vorkommen einer oberpaläolithischen Klingentechnologie hin, die ihren Ursprung in der Altairegion im südlichen Sibirien hat. Die ältesten Teile der Stätte sind zwischen 40.000 und 25.000 Jahre alt.
1939 verließ er China im Zuge des Zweiten Weltkriegs, nachdem Pierre Leroy (angenommener chinesischer Name: 罗学宾) als stellvertretender Direktor des Museums eingesetzt worden war. Die meisten von ihm und seinen Kollegen entdeckten Fossilien von Säugetieren des Quartärs sowie prähistorische menschliche Relikte und Werkzeuge blieben im Museum.
Licents Forschungsinteresse in China galt neben der Anthropologie und der Paläontologie auch der Geologie, Mineralogie, Meteorologie, Botanik und Zoologie. Seine diesbezüglichen Forschungsergebnisse dokumentierte er detailliert in seinen Veröffentlichungen, die als "Publications du Musée Hoang ho Pai ho, Tien-Tsin (China)" herausgegeben wurden.
In Frankreich wurde er 1927 für seine wissenschaftlichen Verdienste zum Ritter der Ehrenlegion ernannt.
Über das Leben von Licent vor seinen Chinareisen ist nicht viel bekannt.

## Veröffentlichungen (Auswahl)
- Émile Licent: Notes géologiques sur la région den K'i ning hien et sur les volcans de Koan ts'ounnze et die Kong keul t'eou. Tientsin, Mission de Sien-Hien 1932
- Émile Licent: Dix années (1914-1923) de séjour et d'exploration dans le Bassin du Fleuve Jaune et autres tributaires du Golfe du Pei Tcheu Ly. Tome I, II, III. Index. Tientsin 1924
- Émile Licent: Dix années (1914-1923). Itinéraires suivis dans le Bassin du Fleuve Jaune et autres tributaires du Golfe du Pei Tcheu Ly. Tientsin1924 (Atlas)
- Émile Licent: Comptes rendus de onze années (1923-1933) de séjour et d'exploration dans le Bassin de Fleuve Jaune, du Pai Ho et des autres tributaires du Golfe du Pei Tcheu ly. Tientsin 1935
- Émile Licent: Vingt deux années d'exploration dans le Nord de la Chine, en Mandchourie, en Mongolie et au Bas-Tibet (1914-1935). Tientsin, Mission de Sienhsien [1936]